# Kohlstein
Kohlstein ist ein Gemeindeteil des Marktes Gößweinstein im Landkreis Forchheim (Oberfranken, Bayern).

## Geschichte
Am westlichen Ortsausgang des Dorfes, heute neben der Ortserweiterung, vor über 100 Jahren und noch bis etwa 2006 einige hundert Meter davon entfernt, steht innerhalb einer Baumgruppe ein gusseisernes, auf hohem Steinsockel stehendes Kreuz. Es wurde laut Inschrift am Sockel 1902 errichtet. Nach der Überlieferung ließ der Gutspächter Hohl, ein Urgroßvater von Werner Brendel, dieses Wegkreuz errichten, nachdem er bei einer Jagd einen Streifschuss lebend überstanden hatte.
Dieses Kreuz wurde wohl 2001 durch einen durch eine Windbö umgeworfenen Baum aus dieser Baumgruppe so beschädigt, dass es in zwei Teile zerbrach. Nach der Wiederherstellung des Kreuzes sowie der Neufassung und Wiederherstellung des christlichen Spruches wurde es von Pater Xaver OFM vom Kloster Gößweinstein neu geweiht.

## Kultur und Sehenswürdigkeiten
- Burg Kohlstein
- Kapelle